# NGC 4913
NGC 4913 is een niet-bestaand object in het sterrenbeeld Jachthonden. Het hemelobject werd op 24 april 1865 ontdekt door de Ierse astronoom William Parsons.